# Анохіна Елеонора Олексіївна
- | Зовнішні зображення | Зовнішні зображення         |
| ------------------- | --------------------------- |
|                     | Анохіна Елеонора Олексіївна |

Елеонора Олексіївна Анохіна (рос. Элеонора Алексеевна Анохина)  (нар. 25 березня 1930 року, Тбілісі) — радянська та російська поетеса, драматургиня, членкиня Союзу письменників СРСР (1978).

## Життя і творчість
Дитинство Елеонори Олексіївни пройшло в Москві. Потім сім'я переїхала до Ростова-на-Дону. Шкільне навчання Е. Анохіної було перерване війною. Продовжити освіту вона змогла за станом здоров'я, — тільки ставши дорослою людиною (1956 році заочно закінчила середню школу).
Від 1949 року живе в Таганрозі. Відтоді ж вірші молодої поетеси почали з'являтися в газетах «Таганрозька правда», «Молот», «Більшовицька зміна». Містилися в цих газетах (а пізніше у «Вечірньому Ростові», «Комсомольці») також її нариси, театральні рецензії.
Вірші, пісні, поетичні переклади з мов народів Північного Кавказу Е. Анохіної публікувалися в журналах «Дон», «Нева», «Клуб і художня самодіяльність», «Культурно-просвітницька робота», в альманасі «Літературна Осетія», в колективних збірниках, що виходили в Москві, Ростові, Орджонікідзе.
Елеонора Анохіна — автор низки п'єс: «Прийомна мати», «Дзеркало», «Чарівне ехо», в тому числі п'єс для дітей. Її п'єси-казки «Гуси-лебеді», «Казка Тихого Дону», «Казка далекого острова» ставилися ляльковими театрами Ростова, Рязані, Костроми, Орджонікідзе, Рибінська.
За лібрето Е. А. Анохіної написана опера «Російський характер», поставлена Ростовської студією телебачення і народними театрами Таганрога, Новочеркаська. Елеонора Олексіївна Анохіна — лауреат низки конкурсів.

## Твори
П'єси-казки
- Чарівна луна: В 3-х діях, 7 карт. — М.: Відд. поширення драм. творів Всесоюз. упр. охорони авт. прав, 1966. — 44 с.
- Гуси-лебеді: У 2-х діях — М.: Відд. поширення драм. творів Всесоюз. упр. охорони авт. прав, 1971. — 35 с.

## Публікації в колективних збірках і журналах
П'єси
- Прийомна мати: В 1-му дійств.: В кн.: На донському степовому просторі: Репертуар. зб. — Ростов н/Д, 1957. — с. 84-97.
- Дзеркало: В 1-му дійств.//Худож. самодіяльність, 1972, № 12. — с. 58-59.

Вірші. Пісні
- Фестивальна: Муз. Д. Іващенко: У кн.: Пісні тихого Дону. — Ростов н/Д, 1957. — с. 46-51.
- Після зміни//Культ.-просвіт. робота, 1957, № 12. — 19 с..
- Пісня Каті: з опери «Російський характер»; Муз. Т. Сотникова//Худож. самодіяльність, 1963, № 5. — с. 44-45.
- Пісня про Таганрозі: У кн.: Джерела народні. — М., 1974. — с. 243—244.

## Про життя і творчість Е.А.Анохіної
- Романченко А. Приходь, казка!//Таганрог. правда, 1978. — 21 січня
- Азізова Т. З любов'ю — для дітей//Таганрог. правда, 1978. — 18 листопада
- Азізова Т. Мудрість серця приходить з казки//Таганрог. правда, 1979. — 8 грудня

## Рецензії на вистави за п'єсами Е.А.Анохіної
Російський характер: Опера
- Касьяненко Ст. Російський характер//Веч. Ростов, 1961. — 3 листопада
- Новіков Б. Творча удача//Молот, 1961.- -28 листопада
- Вікторів К. Хвилюючий спектакль; Зростання. телебачення//Молот, 1962. — 22 лютого
- Ярмуш Ю. Єгор Дрьомов; В нар. театрі опери та балету Палацу культури Таганрог. комбайн. з-да// Таганрог. правда, 1962. — 18 листопада
- Кутайцева В. Російський характер; В нар. театрі опери та балету Палацу культури Таганрог. комбайн. з-да // Молот, 1962. — 22 травня
- Митрофанов А. Опера про російські характери; В нар. театрі опери та балету Палацу культури Таганрог. комбайн. з-да// Худож. самодіяльність, 1962, № 8. — с. 8.

Гуси-лебеді
- Перельман М. Творчий пошук; Зростання. театр ляльок// Молот, 1970. — 6 червня
- Демченко В. Вдалі дебюти; Зростання. театр ляльок//Веч. Ростов, 1970. — 11 червня
- Лінська Ж. Барвистий спектакль; Зростання. театр ляльок//Комсомолець, 1970. — 17 вересня
- Морозова Т. Гуси-лебеді летять по країні// Таганрог. правда, 1976. — 19 червня

Казка Тихого Дону
- Лебедєва А. Казка про Дон-богатиря; Зростання. театр ляльок// Молот, 1973. — 11 березня

Казка далекого острова
- Сіра З. Звуть далекі острови; Зростання. театр ляльок//Комсомолець, 1976. — 13 березня